# Garuda Indonesia Championships Jakarta 2011
Il Garuda Indonesia Championships Jakarta 2011 è stato un torneo professionistico di tennis femminile giocato sul cemento. È stata la 1ª edizione del torneo, che fa parte dell'ITF Women's Circuit nell'ambito dell'ITF Women's Circuit 2011. Si è giocato a Giacarta in Indonesia dal 26 settembre al 2 ottobre 2011.

## Partecipanti

### Teste di serie
| Nazionalità | Giocatrice              | Ranking* | Testa di serie |
| ----------- | ----------------------- | -------- | -------------- |
| Francia     | Iryna Brémond           | 112      | 1              |
| Thailandia  | Varatchaya Wongteanchai | 235      | 2              |
| Sudafrica   | Chanel Simmonds         | 250      | 3              |
| Belgio      | Tamaryn Hendler         | 274      | 4              |
| Indonesia   | Ayu-Fani Damayanti      | 286      | 5              |
| Thailandia  | Nicha Lertpitaksinchai  | 325      | 6              |
| Cina        | Hu Yueyue               | 333      | 7              |
| Thailandia  | Nudnida Luangnam        | 339      | 8              |

- Ranking al 19 settembre 2011.

### Altre partecipanti
Giocatrici che hanno ricevuto una wild card:
- Voni Darlina
- Nadya Syarifah
- Vita Taher
- Grace Sari Ysidora

Giocatrici che sono passate dalle qualificazioni:
- Nadia Abdala
- Guo Lu
- Natasha Fourouclas
- Huynh Phuong Dai Trang
- Lee Hua-chen
- Liu Min
- Wang Boyan
- Yang Zi

## Campionesse

### Singolare
Tamaryn Hendler ha battuto in finale  Chanel Simmonds con il punteggio di 5–7, 6–4, 6–3

### Doppio
Nicha Lertpitaksinchai /  Nungnadda Wannasuk hanno battuto in finale  Kao Shao-yuan /  Zhao Yijing con il punteggio di 6–4, 6–4